# Carlos Luis de Arce y Burriel
Carlos Luis de Arce y Burriel (La Coruña, 27 de junio de 1800 – Madrid, 26 de marzo de 1859) fue un militar y político español durante el reinado de Isabel II.

## Biografía
Descendiente de una familia de abolengo de la comarca chantadina, Carlos Luis de Arce nació el 27 de junio de 1800 en La Coruña, hijo de José María de Arce Calderón de la Barca, Intendente General del Reino de Galicia y señor del Pazo do Piñeiro, y de María Salomé Burriel Montemayor y Sandoval. Por parte paterna era nieto del también señor del Pazo do Piñeiro, Antonio Clemente de Arce Calderón de la Barca, y de Jacinta María de Tronceda y Taboada, mientras que por parte materna lo era del consejero real Pedro Andrés Burriel y López de Gonzalo y de María Antonia de Montemayor y Sandoval.
Carlos Luis de Arce siguió la carrera militar del padre. En 1820 era teniente del Regimiento Provincial de Lugo; el 21 de junio de ese mismo año, el rey Fernando VII le otorgó el hábito de caballero de la Orden de Santiago. En 1834 era ya coronel de los Reales Ejércitos y comandaba el Regimiento Provincial de Tuy.
Durante la primera guerra carlista combatió del lado de los isabelinos o cristinos; en 1837, en el curso de la expedición carlista de Juan Antonio de Zaratiegui, tuvo una brillante participación en la Acción o Combate de Nebreda, bajo las órdenes del general Santiago Méndez de Vigo que le valió la cruz de la Orden de San Fernando y la declaración de «Benemérito de la Patria». En ese periodo conoció al general Leopoldo O’Donnell con el que le uniría una profunda amistad.
Militar de convicciones liberales, Carlos Luis de Arce tuvo una destacada actuación política que le llevó en 1840, durante la Regencia de Espartero, a obtener un escaño por Lugo. Miembro del Partido Liberal Moderado de Narváez, disputó a Manuel María Vázquez de Paga y Somoza, III conde de Pallares, el control del partido en la provincia de Lugo, y obtuvo la elección como diputado a Cortes de este distrito entre 1846 y 1853, por seis legislaturas, durante la denominada década moderada. Tras la Revolución de 1854, o Vicalvarada, Carlos Luis de Arce se afilió a Unión Liberal, el partido liderado por el general O’Donnell, pero durante el Bienio progresista se retiró provisionalmente de la política activa.
El 11 de febrero de 1845, la reina Isabel II le había designado para el cargo palaciego de Mayordomo de semana; cuatro años después, en 1849, ascendió a brigadier de los Reales Ejércitos. En atención a sus méritos, el 26 de julio de 1855, la Soberana le concedió la Gran Cruz de la Orden de Isabel la Católica.
Carlos Luis de Arce fue el último mayorazgo del Pazo do Piñeiro; tras la abolición del régimen señorial en 1837, con la desamortización, Arce aprovechó la coyuntura para ampliar sustancialmente el patrimonio rústico de la Casa con compras de un valor superior a los trescientos veinte mil reales. Todo ello consolidó la situación hegemónica de la Casa en la comarca de Chantada. Dicha situación se remontaba a su inclusión en el libro del «Mayor Hacendado» del Catastro de Ensenada en 1756.
Carlos Luis de Arce contrajo matrimonio con Jacoba María de Parga y González de León, hija de Antonio María de Parga y Puga, señor del Pazo de Santo Tomé de Vilacoba, y de Manuela González de León, y sobrina ahijada y heredera de los bienes del consejero de Estado Jacobo María de Parga y Puga. Hijos del matrimonio fueron: Luis de Arce, primogénito que heredó el Pazo do Piñeiro, Carlos, Antonio, Gonzalo y Elisa de Arce y Parga.
El 26 de marzo de 1859 Carlos Luis de Arce murió en Madrid y fue enterrado en el Sacramental de San Gines y San Luis; su amigo el general O’Donnell, líder de Unión Liberal y presidente del Consejo de Ministros, presidió sus honras fúnebres.
Carlos Luis de Arce era primo carnal del también brigadier de los Reales Ejércitos Fernando de Arce y Villalpando, VI conde de Torres Secas, y tío del lingüista Juan Antonio Saco y Arce.